# Konevits kloster

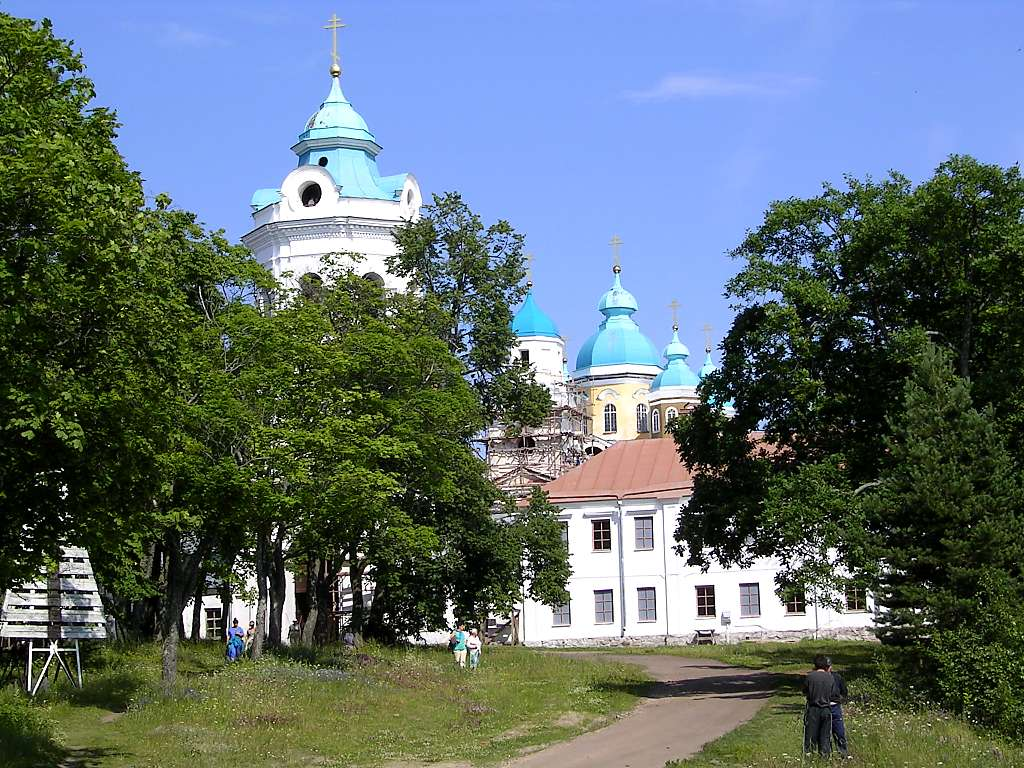
Konevits kloster.

Konevits kloster är ett av två kloster vid sjön Ladoga i Karelen. Det andra som är större och mer känt, heter Valamo kloster. Ön Konevits, som ligger i nordvästra delen av Ladoga, har en omkrets på cirka 15 kilometer - sju kilometer lång och nästan fyra kilometer bred. Förutom huvudklostret, finns mindre kyrkliga byggnader utspridda på norra delen av ön. Det vill säga Kazans skete på "det heliga berget" från slutet av 1700-talet, Marias skete i Biskopsviken från 1874 och ett litet kapell från 1800-talet i rysk nationalromantisk stil. Historiska och religiösa minnesmärken som missköttes av den sovjetiska militären. Flottan använde kyrksalar till torpedverkstäder och lagerlokaler. Mycket blev förstört. Klostret återinvigdes på 1990-talet.

## Öns namn
På Konevits finns flera lösa klippblock som är lämningar från den glaciära perioden. Den största är en över nio meter lång grå granitsten med beräknad vikt på minst 750 ton och liknar en hästskalle. Det var en hednisk offerplats som användes ända fram till 1390-talet, då enligt legenden den helige Arseni kom till ön, gjorde slut på det ogudaktiga offrandet och byggde sig ett kloster.
Denna sten - Конькамень - har gett ön dess namn. Конь (uttalas Kånj) betyder häst på ryska och камень (uttalas Kamenj) betyder sten, dvs stenens namn är häststenen. Konevits lär betyda hästplatsen, för namnets andra del - vitsa - är finska och har en ålderdomlig betydelse som -sta eller -hult. I dag betyder det finska ordet vitsa på svenska ris och vitsaus hemsökelse. Flera finska orter i Karelen och Ingermanland har denna efterled.
Denna sammanbyggning av två språk i ett ortnamn finns även i Österbotten. Nära Ömossa by heter sjöarna Stora Sandjärv och Lilla Sandjärv. Sjö heter järvi på finska. En not kan läggas angående ordet Конь. På finska heter häst hevonen, men i det närbesläktade språket ungerskan heter häst Co och ska nog uttalas Kå. Kanske häst hette något liknande på finska under forntiden och ordet Konevitsa har ett helt karelskt ursprung? Eller är det så att ungerskan har påverkats av det slaviska ordet för häst?
På Häststenen har ett litet kapell år 1815 byggts därpå. Legenden om Arseni berättar om hur de hedniska karelarna dyrkade och fruktade den gudaktiga häststenen. Väl kommen till ön träffade Arseni en from fiskare som hette Filip och hörde av honom att Konevits hade fått namn från häststenen och att den vördades av rädsla, för där under bodde onda andar.
Ön var obebodd, men under sommarhalvåret förde bönder från fastlandet sin boskap på flottar till ön. Där fanns inga rovdjur, förutom rävar. Bönderna offrade en häst varje år på stenen för att blidka de onda andarna.
Filip förde den helige Arseni till häststenen. När Arseni såg stenen fylldes han av skräck och gick snart tillbaka till sitt hem. Arseni bad hela natten till Gud för att han skulle rena platsen, få bort alla onda andar. På morgonen gick han åter till häststenen, styrkt av andlig kraft och en Gudsmoderikon. Vid stenen höll han bönestund och stänkte vigvatten.
Under tidigt 1900-tal levde fortfarande muntliga berättelser i trakten om hur de onda andarna lämnade ön efter Arsenis andra besök vid häststenen. De flög upp från stenens botten i form av en flock av svarta korpar, mot trakten av Viborg. Där det ännu finns en vik som heter Sortanlahti, på svenska djävulsviken, namngiven efter händelsen på Konevits.

## Klostrets grundare

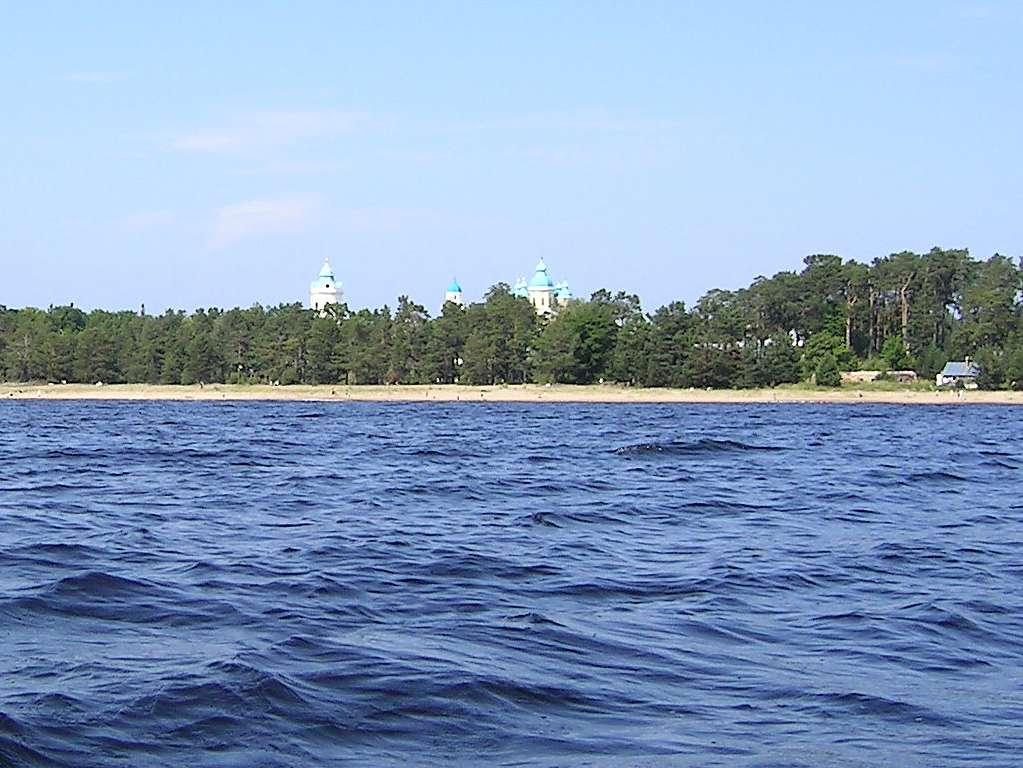
Sjöstranden vid Konevits kloster.

Klostrets grundare, den helige Arseni, föddes i stadsrepubliken Novgorod. Om hans födelsetid eller vilka hans föräldrar var berättar inte legenden, men han sägs ha fostrats upp i gudsfruktan och i andäktighet. Ynglingen gick ofta i kyrkan, läste och hörde med glädje Guds ord.
Föräldrarna såg att till att han till yrket blev kopparsmed. Med lönen kunde han hjälpa dem där hemma och fattiga som kom i hans väg. Trots ett rikt materiellt liv kände han en önskan att få tjäna Gud. Snart drog han sig undan till ett kloster för att nå frid. I Lisja Goran klostret munkvigdes han till namnet Arseni år 1379.
Fromheten växte genom hårt arbete och mycken bön. Tio år senare hade Arseni sitt tillhåll på Athos kloster i den grekiska övärlden, men såg som sin livsuppgift att grunda ett kloster till Gudsmoderns ära i norr.
I Arsenis hemland gav arkemandriten Johannes en välsignelse åt idéerna och resan tog vid, för att söka ett lämpligt ställe för klostrets grundande. Med båt seglade Arseni längs en biflod till Neva upp mot Ladogas östliga stränder. Efter ett långt sökande kom han till Valamo där ett kloster redan hade uppbyggts.
På Valamo stannade han en tid, men på grund av munkarnas stora antal beslutade han sig för att fortsätta sin resa. Han strandade på Konevits, men önskade komma till bebodda trakter. Under sin fortsatta resa blev han tvungen att segla in vid Vuoksens mynning. Därifrån fortsatte han sin resa och bestämde sig för att grunda klostret dit Gud ville visa honom vägen.
Ute på Ladoga kom en stark vind och tryckte honom tillbaka mot Konevits. Arseni förstod att det var på ön som klostret skulle ligga. Han steg i land, lyfte upp händerna mot skyn och tackade Gud. På en höjd reste han ett kors och byggde sig där en bostad. Året var 1393 och klostret blev grundat.

## Orosåren på 1500-talet
Tiden från Konevits klosters grundande fram till 1500-talets första hälft var en blomstringstid. I världen rådde pest och den verkade dämpa oroligheter. Inre nationella förvecklingar gjorde också sitt för att skapa fred i regionen. Man levde i fred, men snart därefter drabbades dock ön av flera olyckor. År 1553 brann klostret ned. Nästan alla ägodelar som samlats under de senaste 150 åren blev eldens rov. Tjugo år senare kom nästa olycka. Ett krig som kallas den Långa ofreden som varade mellan åren 1570-1595. Kriget kännetecknades av växelvisa härjnings- och plundringståg. Den fördes i Estland, Ryssland, Karelen och Finland, så långt västerut som till Österbotten.
Mycket hade med svärd under Sveriges krona vunnits, men svenskarna var inte sämre än något annat folk i dessa ständiga krig som rådde i Europa under denna tid. Alla som hade makt och medel försökte expandera på sina grannars bekostnad. Ryssarna slog sig fram västerut, medan svenskarna slog sig fram österut. Där emellan hamnade karelarna. Redan år 1227 hade Alexander Nevskijs far sänt kristna förkunnare till Karelen och med dem kom även soldaterna och de ekonomiska intressenterna i skinnhandeln.  Omvändelsen gick sakta. År 1534 talas det fortfarande om att förkristna kultplatser var i bruk i Karelen. Det visar även kalevalasångernas kvarblivande i bygderna i nordöstra Norden långt in på 1800-talet.
År 1580 utvecklade sig kriget i svensk favör, då den tidigare franske legoöversten Pontus De la Gardie utnämndes till överbefälhavare över de svenska styrkorna både i Finland och Estland. Segrarna vanns därefter i huvudsak av svenskarna. Den nya överbefälhavaren var mycket brutal i sin krigföring och förintade manstarkare ryska trupper, forcerade snabbt i landskapet med igensnöade skogar och frusna vattendrag.
I november 1580 erövrades Kexholm efter par dagars belägring. Staden brann ner till grunden, men slottet stod kvar. Till stadens styrelseområde tillhörde även Konevits. Klosterbröderna hade flytt från ön under igum Leonts ledning för att söka skydd i ett i Novgorodregionen beläget kloster vid namn Derevjanitsa. De tog med sig klostrets viktigaste helgedom Gudsmoderikonen. Den helige Arsenis kvarlevor, som hade hittats några tiotal år tidigare grävdes ner under jord. Svenskarna lyckades ändå till slut inte förstöra klostret. En vind blåste upp och rev upp isen runt ön, soldaterna blev tvungna att reträttera till fastlandet.
Ett år senare intog svenskarna Narva. Ryssarna vägrade att kapitulera. Invånarna slaktades under stormningen. Andra platser som Ivangorod, Jama och Kaporie erövrades. Ståthållaren på Olofsborg, Klas Hermansson Fleming, slogs i trakterna kring Onega som också plundrades. Kriget blev ohållbart för båda parter. I Täysina, skrevs den 18 maj 1595, ett fredsföredrag. Efter freden återvände munkarna till ön. Klostret hade förfallit i vanvård.
I den ryska statens namn byggdes en ny kyrka och matsal. Klostrets forna rättigheter till fiskevatten bekräftades på nytt. Brödraskapet fick till början hålla sig i Derevjanitsa kloster, av den anledningen att Konevitsa hade fått bönder till nybyggare. Rättsligt tillhörde Konevits kloster delvis Derevjanitsa kloster. Tiden slog fast den nyordningen.

## Under svenskt styre på 1600-talet

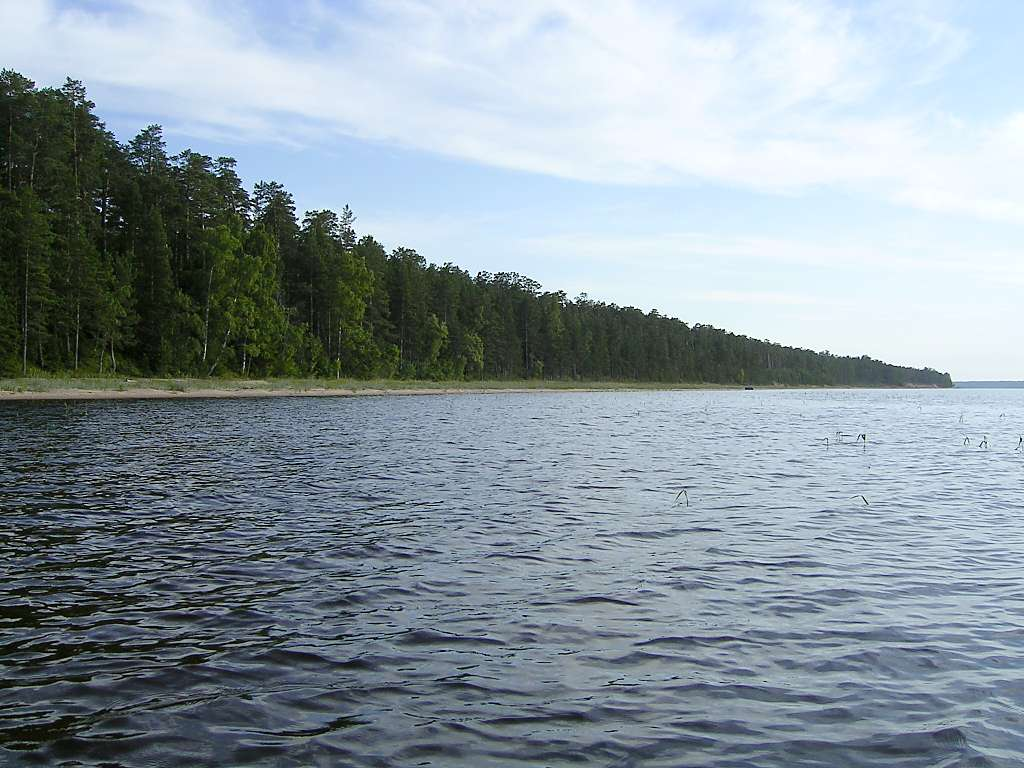
Klosterbröderna lämnade ön öde på 1600-talet.

Under 1600-talets första årtionde invecklades svenska armén i ett inbördeskrig mellan olika tronpretendenter i Ryssland. Ett fördrag slöts i Viborg i februari 1609. Sverige skulle stå för militärt bistånd mot territoriella kompensationer. Biskopen Silvester, prästerna, de boende och vaktmanskapet i Kexholm skulle enligt tsarens önskemål nu lämna Kexholm. Även igum Leont och brödraskapet måste lämna klostret för att på nytt ta sig till Derevjanitsa kloster. De tog med sig ikonerna och kyrkklockorna från klostret. Böcker, husgeråd, jordbruksredskap, säd och bröd forslades mot det nya hemmet.
När bröderna rastade vid Ladogas strand en bit från Nöteborg, fick de veta att de inte var välkomna till Derevjanitsa, för igum Dionisi vägrade att erbjuda plats åt de förvisade bröderna från Konevits.
Konevits bröder var i en svår knipa. De hade ingenstans att bo, ingenstans att ställa boskapen eller förvara säden. Igum Leont skickade iväg ett brev till tsaren, där han beskrev klosterbrödernas svåra belägenhet. Efter påtryckan från tsaren avsatte man igum Dionisi och insatte istället igum Leont som ny själasörjare i Derevjanitsa. Dit flyttade munkarna och stannade i 118 år. Kexholms län och Ingermanland med dess fästningar blev svenska vid freden i Stolbova 1617.

## Blomstringsåren på 1700- och 1800-talet
I stora nordiska kriget 1700-1721 segrade Peter den stores arméer och Sverige lämnade Konevits och stora delar av Karelen, hela Ingermanland och Estland till de nya härskarna. Peter den store beordrade att Konevits skulle byggas upp på nytt, med statliga medel, och munkar från Derevjanitsa återvände till ön. De kommande tvåhundra åren var en ny blomstringstid i klostrets historia. 11 (23) december 1811  blev Konevits kloster formellt med övriga Gamla Finland en del av storfurstendömet Finland.

## Orosåren på 1900-talet
År 1917 blev Finland självständigt och med landet västra delen av Ladoga, dit Konevits tillhörde. Munkarna sökte finländskt medborgarskap. Under andra världskriget flydde munkarna västerut, nu för första gången från ryska trupper. Munkarna öppnade tillsammans med munkar från Petsamo och Valamo ett nytt kloster i Heinävesi. De flesta inventarierna från dessa tre kloster finns idag i Nya Valamo kloster och i Finlands ortodoxa kyrkomuseum i Kuopio.

## Klostret återinvigs
Under 1990-talet började kyrkklockorna på nytt ringa på Konevits. Där fanns då den 40-åriga arkemandriten Nazari (Nikolai Lavrinenko, född 1952), tre munkar, 1 nok och 11 noviser. De flesta munkarna var unga. På ön fanns även ett flertal narkomaner från S:t Petersburg som skulle återföras till ett liv utan droger. Vissa ville inte tillbaka till den kaotiska storstaden, utan önskade leva kvar på ön, bli noviser och hoppas med tiden munkvigas och ge sitt liv åt Gud. Några handikappade barn sågs också röra sig på Konevits. Deras vistelse ingick i det sociala program Konevits kloster hade inriktat sig på. Man arbetade med projekt vars målsättning var att renovera en stor fristående sidobyggnad nära huvudklostret till ett handikappcentrum.
Alla som var på ön arbetade med upprustandet. Dessa krafter räckte inte till utan även ortodoxa finländare, många som är födda i det Karelen som förlorades, hade startat en vänförening till klostret och anordnade byggläger för att renovera de mestadels klassiska kyrkobyggnaderna från 1800-talets början. 
Konevits var inte ett kloster med gamla munkar i en obygd, utan kulturell och social knutpunkt i ett livskraftigt Karelen. Dit unga människor sökte sig efter det sammanbrott den sovjetiska staten hade medfört den ryska nationen.
Arkemandriten Nazari var klostrets andliga ledare 1991–1999 och ersattes av prästmunken Mstislav (Mihail Dietshina, född 1967) under åren 1999-2001. Sedan 2001 är det igumen Isidor (Igor Minaev, född 1961) som driver verksamheten på Konevits kloster.	